# Turnus Film
Turnus Film AG wurde 1959 gegründet und gehört damit zu den Pionieren in der Schweizer Filmlandschaft. 1989 hat Hans Syz das Unternehmen übernommen. 2015 stießen Anita Wasser und Michael Steiger zur Firma. Die unabhängige Turnus Film AG mit Sitz in Zürich entwickelt und produziert heute ausschliesslich Spiel- und Dokumentarfilme für Kino und Fernsehen.

## Geschichte
Im Jahre 1959 gründeten Hans-Peter Roth-Grieder und René Gröbli die Turnus Film AG in Zürich. Zwei Jahre später erfolgte der Umzug nach Gutenswil im Zürcher Oberland, wo die Produktionsräume in einem Bauernhaus und ein 300 m2 grosses Studio (Studio Gutenswil) in einer Scheune ihren Platz fanden. Mit der Zeit kamen noch weitere Bild- und Tonstudios sowie Werkstätten hinzu.
Nebst der Produktion von Spiel- und Industriefilmen entwickelte sich das Unternehmen zu einem Pionier der Werbefilmproduktion. Turnus Film produzierte die ersten Werbespots in der Schweiz.
1989 übernahm Hans Syz das Unternehmen von Hans-Peter Roth. Unter seiner Ägide wurde die gesamte Infrastruktur erneuert, Turnus Film entwickelte sich zu einer international tätigen Werbefilmproduktion. Im Jahre 1991 wurde der Werbe- und Auftragsfilmbereich mit der Absolutfilm AG von Reiner Roduner zusammengelegt; seither zeichnet die daraus entstandene Absolutturnus AG für diesen Bereich verantwortlich.
2015 stießen Anita Wasser und Michael Steiger als Mitinhaber und Partner zur Turnus Film. Beide kamen von der Produktionsfirma C-Films, wo sie u. a. im Jahr davor den Kinofilm De Goalie bin ig gemeinsam produzierten.
2019 verliess Hans Syz die Turnus Film und übernahm die seit 1947 bestehende Condor Films.
Heute entwickelt und produziert die Turnus Film AG ausschließlich Spiel- und Dokumentarfilme für Kino und Fernsehen.

## Projekte

### Abgeschlossene Projekte
- 2001: Das Fähnlein der sieben Aufrechten
- 2006: Handyman
- 2008: The Hottie and the Nottie
- 2008: Going against Faith
- 2010: Sennentuntschi
- 2010: Liebling, lass’ uns scheiden
- 2011: Tatort: Wunschdenken
- 2013: DINU
- 2016: Im Nirgendwo
- 2017: Tatort: Zwei Leben
- 2018: Ein geliebter Feind (Originaltitel: Un nemico che ti vuole bene)
- 2018: Tatort: Friss oder stirb
- 2018: Wolkenbruchs wunderliche Reise in die Arme einer Schickse
- 2019: Tatort: Der Elefant im Raum
- 2019: Aus dem Schatten
- 2020: Jagdzeit
- 2021: Himbeeren mit Senf
- 2022–2025: Die Beschatter (Fernsehserie)
- 2022: Alma und Oskar
- 2024: Jakobs Ross